# Niedergasse 55 (Stolberg)

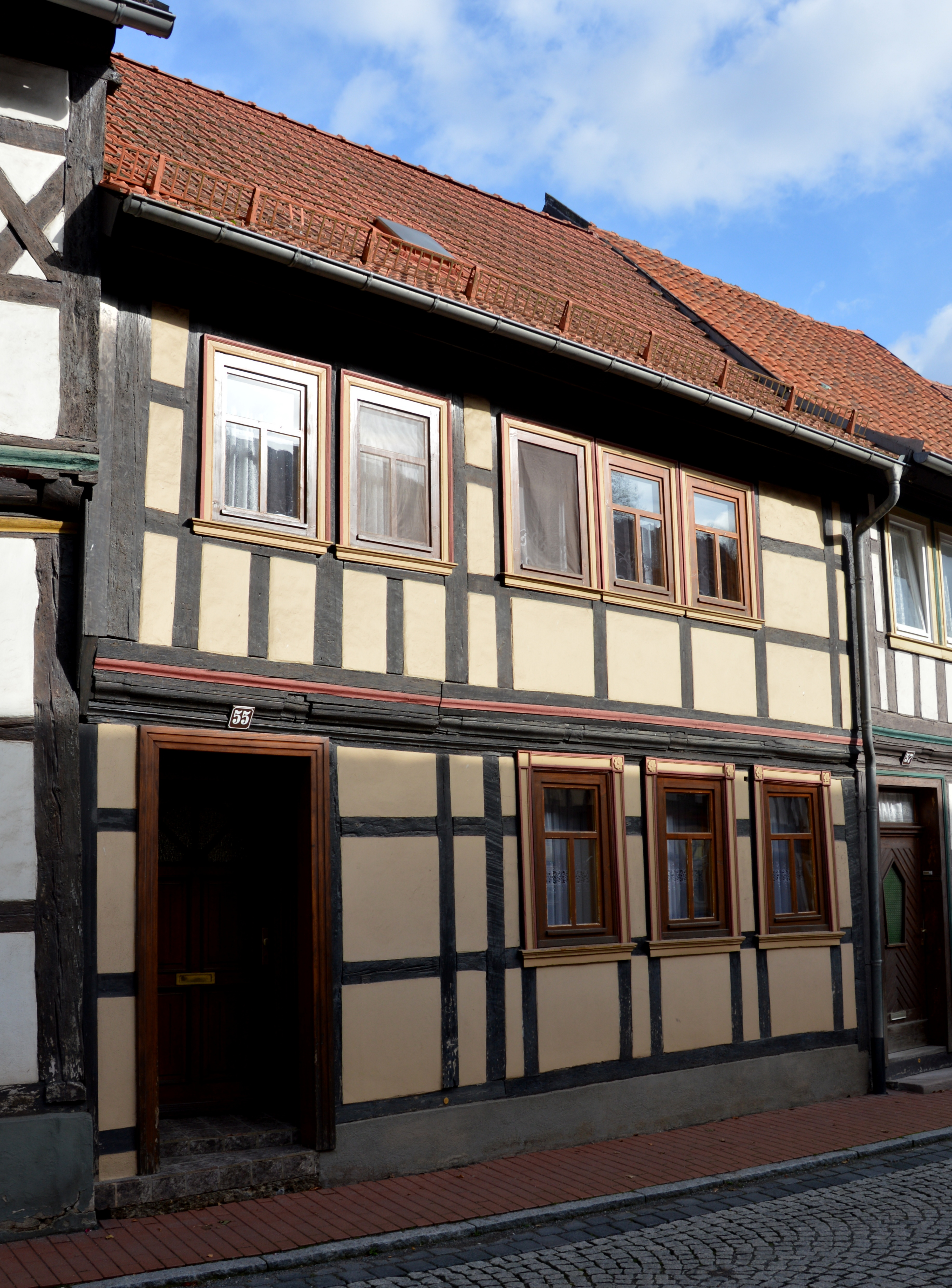
Haus Niedergasse 55

Das Haus Niedergasse 55 ist ein denkmalgeschütztes Wohnhaus in Stolberg (Harz) in der Gemeinde Südharz in Sachsen-Anhalt.

## Lage
Es befindet sich im mittleren Teil der Niedergasse auf ihrer östlichen Seite in der Altstadt von Stolberg. Unmittelbar nördlich grenzt das gleichfalls denkmalgeschützte Haus Niedergasse 53, südlich das Gebäude Niedergasse 57 an.

## Architektur und Geschichte
Das zweigeschossige  Fachwerkhaus entstand vermutlich im 17. Jahrhundert. Während des 19. Jahrhunderts erfolgte ein Umbau, dabei kam es auch dazu, dass das auf der linken Seite im Obergeschoss erkennbare Fachwerkelement der Thüringer Leiter auf der rechten Seite nicht mehr weiter geführt wird. Die qualitätvollen Fensterfaschen stammen aus dem frühen 19. Jahrhundert.
Im örtlichen Denkmalverzeichnis ist das Wohnhaus seit dem 30. August 2000 unter der Erfassungsnummer 094 30264 als Baudenkmal verzeichnet. Der Wohnhaus gilt als kulturell-künstlerisch sowie städtebaulich bedeutsam. Es wird als Beispiel für die trotz Umbau behutsame Weiterentwicklung des Fachwerkbaus gesehen.